# ميخائيل براون (ملحن)
ميخائيل براون (بالإنجليزية: Michael Brown)‏ هو ملحن ومغن مؤلف أمريكي، ولد في 25 أبريل 1949 في نيويورك في الولايات المتحدة، وتوفي في 19 مارس 2015.

## وصلات خارجية
- مايكل براون على موقع ميوزك برينز (الإنجليزية)
- مايكل براون على موقع أول ميوزيك (الإنجليزية)
- مايكل براون على موقع أول ميوزيك (الإنجليزية)
- مايكل براون على موقع ديسكوغز (الإنجليزية)
- مايكل براون على موقع ديسكوغز (الإنجليزية)